# Кази Дава Самдуб
Кази Дава Самдуб (17 юни 1868 – 22 март 1922) е будистки учител – лама, най-известен като един от първите преводачи на английски на важни текстове от тибетския будизъм и пионер в предаването на будизма на Запад. От 1910 г. той също така играе важна роля във връзките на Британска Индия и Тибет.

## Биография
Кази Дава Самдуб е роден в Сиким на 17 юни 1868 г. Баща му Шалньо Нийма Палджор е от клана Гуру Таши. След смъртта на майка му бащата се жени повторно и има още трима сина и две дъщери от втората си съпруга.
Образованието на Кази Дава Самдуб започва още на четиригодишна възраст при неговият дядо с тибетската азбука. През 1874 г. момчето постъпва в интерната Бхутиа Бординг Скуул в Дарджилинг, където впечатлява директора Сарат Чандра Дас. Там негов тибетски учител е Уген Гяцо, лама от манастира Пемаянгце в западен Сиким.
След завършване на училището той започва работа в службите на Британска Индия като главен преводач на комисаря на участък Радж Шахи, а впоследствие бива изпратен в Буксадуар, тогава част от Бутан. По време на престоя си в Бутан той става ученик на ерудирания и аскетичен лама Лопен Чампа Норбу, от когото получава посвещения и инструкции. Макар да искал за се отдаде на живот в манастир, по настояване на баща си той се жени и става баща на двама синове и дъщеря.
Когато баща му умира, той поема и грижата за втората му жена и своите по-млади братя и сестри. Първият от братята му става преподавател в университета на Калкута, вторият става кралски премиер-министър, а третият - будистки свещеник в Цейлон, където става важна фигура в движението за независимост на Шри Ланка, а също така добре известен синхалски поет и писател.
По това време Тутоб Намгял (Чогял или крал на Сиким) търсел да назначи директор на държавния интернат за момчета Бхутиа Бординг Скуул в Ганток и Кази Дава Самдуб бива предложен от престолонаследника Сидкьонг Тулку. Той съща така поема съставянето и превода на „Сиким Газет“ за краля.
През 1905 той придружава махараджата от Сиким до Калкута за визитата на принца и принцесата на Уелс.
През 1910 е преводач на сър Чарлз Алфред Бел и Тринадесетия Далай Лама, когато последният е на посещение в Индия.
През 1911 г. той придружава краля на Сиким по време на Делхийския Дурбар, отбелязващ коронацията на крал Джордж V.
През 1912 г. Сидкьонг Тулку Намгял поверява на Кази Дава Самдуб своята „доверена духовна сестра“ Александра Давид-Неел, за да бъде неин водач, преводач и учител по тибетски. Той я придружава до Калимпонг за нейната среща с тринадесетия Далай Лама на 15 април. По това време в чакалнята се срещат с японския монах Екай Кавагучи
През 1914 той отново служи като преводач на Сър Чарлз Бел на историческата конвенция, подписана в Шимла на границата на Индия и Тибет, регламентираща статута на Тибет в преговори на Индия, Тибет и Китай.
През 1920 г. той е назначен да преподава тибетски в Университета на Калкута.
Лама Кази Дава Самдуб умира в Калкута на 22 март 1922 г.

### Работа с У.И. Еванс-Уенц
Лама Кази Дава Самдуб е може би най-известен с прокарващите пътя преводи на тибетски текстове, след това редактирани и издадени от Уолтър Илинг Еванс-Уенц.

## Частична библиография
- A Tibetan Funeral Prayer. (Тибетска погребална молитва) Journal of the Asiatic Society of Bengal, n.s. vol. 12 (1916), pp. 147–159. – Включва тибетския текст.
- Английско-Тибетски речник: Съдържа приблизително двадесет хиляди думи и техния тибетски еквивалент. Calcutta, The Baptist Mission Press, 1919.
— Този речник е значим защото съдържа и думи на сикимски и дзонка наред с тибетския.

Под редакцията на Еванс-Уенц:
- Тибетска книга на мъртвите[4]
- Великият Йоги на Тибет Миларепа 	[5]
- Тибетски йоги и тайни доктрини[6]

## Извори
- Alexandra David Neel. Magic And Mystery in Tibet, 1932.   Kessinger Publishing, 2004. ISBN 978-1-4179-7754-3.
- Samdup, Dasho P. "A Brief Biography of Kazi Dawa Samdup" in Bulletin of Tibetology
- Lama Kazi Dawa Samdup – at Rangjung Yeshe Wiki
- Taylor, Kathleen. "Sir John Woodroffe, Tantra And Bengal: An Indian Soul In A European Body?". Routledge, 2001, ISBN 0-7007-1345-X.
- Cuevas, Bryan J. Hidden History of the Tibetan Book of the Dead. Oxford University Press, 2005, ISBN 019530652X